# Тагверкер, Андреа
А́ндреа Та́гверкер (нем. Andrea Tagwerker, 23 октября 1970, Блуденц, Форарльберг) — австрийская саночница, выступавшая за сборную Австрии с 1987 по 1999 года. Участница четырёх зимних Олимпийских игр, бронзовая призёрша Олимпиады в Лиллехаммере, трёхкратная чемпионка мира, обладательница Кубка мира, серебряная и бронзовая призёрша европейских первенств.

## Биография
Андреа Тагверкер родилась 23 октября 1970 года в городе Блуденц, федеральная земля Форарльберг. С ранних лет начала заниматься санным спортом, поскольку санная трасса находилась буквально в нескольких шагах от её дома, а отец Хельмут был тренером и проводил всё время с дочерью. В 1987 году она без проблем прошла отбор в национальную сборную и стала принимать участие в различных международных соревнованиях. Благодаря череде удачных выступлений вскоре удостоилась права защищать честь страны на зимних Олимпийских играх в Калгари, где впоследствии финишировала двенадцатой. Четыре года спустя поехала соревноваться на Олимпиаду в Альбервиль, собиралась побороться здесь за призовые места, но в итоге показала лишь седьмое время.
В 1994 году Тагверкер стала чемпионкой Австрии и отправилась на Олимпийские игры в Лиллехаммер, где завоевала бронзовую медаль. На чемпионате мира 1996 года в немецком Альтенберге выиграла золото в состязаниях смешанных команд, тогда как на европейском первенстве в латвийской Сигулде взяла бронзу в женской одиночной программе. В следующем сезоне заняла первое место в общем зачёте Кубка мира и, прервав многолетнюю гегемонию немецких саночниц, стала обладательницей данного трофея. Также пополнила медальную коллекцию ещё одной золотой наградой, победив на домашнем чемпионате мира в Иглсе. В 1998 году получила бронзу на чемпионате Европы в немецком Альтенберге, после чего приняла участие в заездах Олимпиады в Нагано, однако успех предыдущего раза повторить не удалось — австрийка расположилась на пятой позиции.
Последним крупным международным турниром для неё стал чемпионат мира 1999 года в немецком Кёнигсзее, где она одержала победу в зачёте смешанных команд и добавила в послужной список третье золото с мировых первенств. Конкуренция в сборной сильно возросла, поэтому вскоре Андреа Тагверкер покинула основной состав и перестала участвовать в международных соревнованиях, хотя ещё в 2002 году она заняла первое место на национальном первенстве и во второй раз в карьере стала чемпионкой Австрии.